# Wereldkampioenschap superbike van Aragón 2016
Het wereldkampioenschap superbike van Aragón 2016 was de derde ronde van het wereldkampioenschap superbike en het wereldkampioenschap Supersport 2016. De races werden verreden op 2 en 3 april 2016 op het Motorland Aragón nabij Alcañiz, Spanje.

## Superbike

### Race 1
| Pos | Nr  | Rijder               | Constructeur | Rondes | Tijd        | Grid | Punten |
| --- | --- | -------------------- | ------------ | ------ | ----------- | ---- | ------ |
| 1   | 7   | Chaz Davies          | Ducati       | 18     | 33:31.464   | 4    | 25     |
| 2   | 1   | Jonathan Rea         | Kawasaki     | 18     | +4.168      | 5    | 20     |
| 3   | 66  | Tom Sykes            | Kawasaki     | 18     | +4.948      | 1    | 16     |
| 4   | 12  | Javier Forés         | Ducati       | 18     | +12.723     | 9    | 13     |
| 5   | 34  | Davide Giugliano     | Ducati       | 18     | +13.151     | 6    | 11     |
| 6   | 69  | Nicky Hayden         | Honda        | 18     | +21.117     | 10   | 10     |
| 7   | 81  | Jordi Torres         | BMW          | 18     | +22.112     | 8    | 9      |
| 8   | 22  | Alex Lowes           | Yamaha       | 18     | +25.575     | 3    | 8      |
| 9   | 50  | Sylvain Guintoli     | Yamaha       | 18     | +28.941     | 2    | 7      |
| 10  | 32  | Lorenzo Savadori     | Aprilia      | 18     | +34.956     | 12   | 6      |
| 11  | 15  | Alex de Angelis      | Aprilia      | 18     | +35.075     | 16   | 5      |
| 12  | 40  | Román Ramos          | Kawasaki     | 18     | +37.310     | 14   | 4      |
| 13  | 25  | Josh Brookes         | BMW          | 18     | +37.442     | 18   | 3      |
| 14  | 21  | Markus Reiterberger  | BMW          | 18     | +37.731     | 13   | 2      |
| 15  | 17  | Karel Abraham        | BMW          | 18     | +52.270     | 15   | 1      |
| 16  | 20  | Sylvain Barrier      | Kawasaki     | 18     | +56.295     | 19   |        |
| 17  | 94  | Matthieu Lussiana    | BMW          | 18     | +1:07.602   | 20   |        |
| 18  | 9   | Dominic Schmitter    | Kawasaki     | 18     | +1:35.691   | 21   |        |
| 19  | 56  | Péter Sebestyén      | Yamaha       | 18     | +1:35.746   | 23   |        |
| 20  | 10  | Imre Tóth            | Yamaha       | 17     | +1 ronde    | 25   |        |
| DNF | 11  | Saeed Al Sulaiti     | Kawasaki     | 16     | Uitgevallen | 22   |        |
| DNF | 151 | Matteo Baiocco       | Ducati       | 13     | Uitgevallen | 17   |        |
| DNF | 16  | Joshua Hook          | Kawasaki     | 13     | Uitgevallen | 24   |        |
| DNF | 2   | Leon Camier          | MV Agusta    | 9      | Uitgevallen | 7    |        |
| DNF | 60  | Michael van der Mark | Honda        | 3      | Ongeluk     | 11   |        |

### Race 2
| Pos | Nr  | Rijder               | Constructeur | Rondes | Tijd        | Grid | Punten |
| --- | --- | -------------------- | ------------ | ------ | ----------- | ---- | ------ |
| 1   | 7   | Chaz Davies          | Ducati       | 18     | 33:36.606   | 4    | 25     |
| 2   | 66  | Tom Sykes            | Kawasaki     | 18     | +6.471      | 1    | 20     |
| 3   | 1   | Jonathan Rea         | Kawasaki     | 18     | +9.161      | 5    | 16     |
| 4   | 12  | Javier Forés         | Ducati       | 18     | +11.436     | 9    | 13     |
| 5   | 81  | Jordi Torres         | BMW          | 18     | +15.969     | 8    | 11     |
| 6   | 34  | Davide Giugliano     | Ducati       | 18     | +18.278     | 6    | 10     |
| 7   | 60  | Michael van der Mark | Honda        | 18     | +20.931     | 11   | 9      |
| 8   | 15  | Alex de Angelis      | Aprilia      | 18     | +24.790     | 16   | 8      |
| 9   | 22  | Alex Lowes           | Yamaha       | 18     | +25.246     | 3    | 7      |
| 10  | 50  | Sylvain Guintoli     | Yamaha       | 18     | +25.548     | 2    | 6      |
| 11  | 32  | Lorenzo Savadori     | Aprilia      | 18     | +27.675     | 12   | 5      |
| 12  | 40  | Román Ramos          | Kawasaki     | 18     | +29.364     | 14   | 4      |
| 13  | 25  | Josh Brookes         | BMW          | 18     | +31.749     | 18   | 3      |
| 14  | 17  | Karel Abraham        | BMW          | 18     | +34.314     | 15   | 2      |
| 15  | 21  | Markus Reiterberger  | BMW          | 18     | +34.333     | 13   | 1      |
| 16  | 2   | Leon Camier          | MV Agusta    | 18     | +34.777     | 7    |        |
| 17  | 151 | Matteo Baiocco       | Ducati       | 18     | +41.449     | 17   |        |
| 18  | 94  | Matthieu Lussiana    | BMW          | 18     | +1:16.542   | 20   |        |
| 19  | 9   | Dominic Schmitter    | Kawasaki     | 18     | +1:22.960   | 21   |        |
| 20  | 56  | Péter Sebestyén      | Yamaha       | 17     | +1:25.830   | 23   |        |
| 21  | 11  | Saeed Al Sulaiti     | Kawasaki     | 17     | +1:28.363   | 22   |        |
| 22  | 10  | Imre Tóth            | Yamaha       | 17     | +1 ronde    | 25   |        |
| DNF | 69  | Nicky Hayden         | Honda        | 15     | Uitgevallen | 10   |        |
| DNF | 16  | Joshua Hook          | Kawasaki     | 12     | Uitgevallen | 24   |        |
| DNF | 20  | Sylvain Barrier      | Kawasaki     | 1      | Ongeluk     | 19   |        |

## Supersport
| Pos | Nr  | Rijder              | Constructeur | Rondes | Tijd         | Grid | Punten |
| --- | --- | ------------------- | ------------ | ------ | ------------ | ---- | ------ |
| 1   | 1   | Kenan Sofuoğlu      | Kawasaki     | 16     | 30:58.615    | 1    | 25     |
| 2   | 21  | Randy Krummenacher  | Kawasaki     | 16     | +1.486       | 2    | 20     |
| 3   | 88  | Nicolás Terol       | MV Agusta    | 16     | +2.943       | 8    | 16     |
| 4   | 16  | Jules Cluzel        | MV Agusta    | 16     | +3.838       | 3    | 13     |
| 5   | 61  | Alessandro Zaccone  | Kawasaki     | 16     | +4.106       | 10   | 11     |
| 6   | 47  | Axel Bassani        | Kawasaki     | 16     | +4.177       | 12   | 10     |
| 7   | 64  | Federico Caricasulo | Honda        | 16     | +9.059       | 16   | 9      |
| 8   | 63  | Zulfahmi Khairuddin | Kawasaki     | 16     | +11.036      | 17   | 8      |
| 9   | 19  | Kevin Wahr          | Honda        | 16     | +18.095      | 14   | 7      |
| 10  | 11  | Christian Gamarino  | Kawasaki     | 16     | +18.150      | 5    | 6      |
| 11  | 111 | Kyle Smith          | Honda        | 16     | +18.155      | 18   | 5      |
| 12  | 77  | Kyle Ryde           | Yamaha       | 16     | +18.552      | 13   | 4      |
| 13  | 55  | Illia Mykhalchyk    | Kawasaki     | 16     | +18.815      | 15   | 3      |
| 14  | 69  | Ondřej Ježek        | Kawasaki     | 16     | +20.984      | 20   | 2      |
| 15  | 10  | Nacho Calero        | Kawasaki     | 16     | +40.449      | 21   | 1      |
| 16  | 78  | Hikari Okubo        | Honda        | 16     | +53.750      | 27   |        |
| 17  | 119 | János Chrobák       | MV Agusta    | 16     | +57.137      | 31   |        |
| 18  | 84  | Loris Cresson       | Kawasaki     | 16     | +59.108      | 25   |        |
| 19  | 6   | Davide Stirpe       | Kawasaki     | 16     | +1:08.011    | 19   |        |
| 20  | 12  | Christopher Gobbi   | Yamaha       | 16     | +1:10.494    | 23   |        |
| 21  | 83  | Lachlan Epis        | Kawasaki     | 16     | +1:30.327    | 32   |        |
| 22  | 50  | Braeden Ortt        | Honda        | 15     | +1 ronde     | 34   |        |
| DNF | 35  | Stefan Hill         | Honda        | 15     | Uitgevallen  | 28   |        |
| DNF | 25  | Alex Baldolini      | MV Agusta    | 6      | Uitgevallen  | 7    |        |
| DNF | 87  | Lorenzo Zanetti     | MV Agusta    | 2      | Uitgevallen  | 6    |        |
| DNF | 7   | Angelo Licciardi    | Kawasaki     | 2      | Ongeluk      | 33   |        |
| DNF | 23  | Cédric Tangre       | Suzuki       | 2      | Uitgevallen  | 29   |        |
| DNF | 96  | Javier Orellana     | Honda        | 1      | Ongeluk      | 24   |        |
| DNF | 17  | Hiromichi Kunikawa  | Kawasaki     | 0      | Ongeluk      | 30   |        |
| DNF | 4   | Gino Rea            | MV Agusta    | 0      | Uitgevallen  | 9    |        |
| DNF | 2   | P.J. Jacobsen       | Honda        | 0      | Ongeluk      | 4    |        |
| DNF | 161 | Alexey Ivanov       | Yamaha       | 0      | Ongeluk      | 26   |        |
| DNF | 41  | Aiden Wagner        | MV Agusta    | 0      | Ongeluk      | 22   |        |
| DNF | 44  | Roberto Rolfo       | MV Agusta    | 0      | Uitgevallen  | 22   |        |
| DNS | 68  | Glenn Scott         | Honda        | 0      | Niet gestart |      |        |

## Tussenstanden na wedstrijd

### Superbike
| Pos | Nr | Rijder               | Team     | Punten |
| --- | -- | -------------------- | -------- | ------ |
| 1   | 1  | Jonathan Rea         | Kawasaki | 131    |
| 2   | 7  | Chaz Davies          | Ducati   | 105    |
| 3   | 66 | Tom Sykes            | Kawasaki | 102    |
| 4   | 60 | Michael van der Mark | Honda    | 74     |
| 5   | 34 | Davide Giugliano     | Ducati   | 56     |

### Supersport
| Pos | Nr | Rijder              | Team      | Punten |
| --- | -- | ------------------- | --------- | ------ |
| 1   | 21 | Randy Krummenacher  | Kawasaki  | 58     |
| 2   | 1  | Kenan Sofuoğlu      | Kawasaki  | 45     |
| 3   | 16 | Jules Cluzel        | MV Agusta | 38     |
| 4   | 64 | Federico Caricasulo | Honda     | 29     |
| 5   | 2  | P.J. Jacobsen       | Honda     | 27     |

2011 · 2012 · 2013 · 2014 · 2015 · 2016 · 2017 · 2018 · 2019 · 2020 (I) · 2020 (II) · 2021 · 2022 · 2023 · 2024 · 2025